# Семнанский язык
Семнанский язык (Semnani: سمنی زفون) — один из представителей северо-западных иранских языков, на котором говорят в провинции Семнан (68 700 носителей языка в 2019 году) из Ирана. В некоторых источниках эти языки также называются «диалектами». Как и другие каспийские языки, он имеет некоторое сходство с древнеиранским мидийским языком, а в более позднем процессе на него повлиял парфянский язык.
Семнани, на котором говорят к востоку от Тегерана, образует переходный этап между центральными диалектами и каспийскими диалектами.
Язык бесписьменный, для фиксации исследователи используют международную иранскую транскрипцию, основанную на латинской графике (с диакритиками и дополнительными знаками).

## Характеристика языка

### Фонология
Отсутствует фонологическое противопоставление гласных по длительности. Имеется восемь гласных фонем.

### Грамматика
Подлежащие в семнани должны иметь гендерное согласие с глаголом в их непосредственном предложении.

### Морфология
Морфологический тип аналитический с элементами флективности и агглютинации. Элементы флективности характерны для глагола (личные окончания), а элементы аггллютинации - для имени (род, число, падеж).
Основу словарного состава семнанского языка составляет общеиранская лексика, например: sar - голова, dast рука, va - ветер, pir - сын, do - два, tu - ты, ha-kardiyon - делать и т.д. Но представлены также и оригинальные лексемы: raz - сад, shavi - рубашка, vazh - ткать.
Диалекты: Ласгерди, Сангисари, Сорхеи.